# Thysanotus exiliflorus
Thysanotus exiliflorus là một loài thực vật có hoa trong họ Măng tây. Loài này được F.Muell. miêu tả khoa học đầu tiên năm 1882.